# Сануэса, Леонардо
Леонардо Сануэса (исп. Leonardo Sanhueza Fritis, 1974, Темуко) — чилийский поэт, переводчик.

## Биография
Изучал геологию и классические языки. Начал писать в 18 лет, первую премию получил накануне своего двадцатилетия. С 2000-х годов ведёт литературную колонку в газете Las Últimas Noticias. Руководит издательством Quid, где публикует новейшую чилийскую поэзию, наследие национального авангарда. Составил антологию текстов, направленных против поэзии и позиции Неруды (2004). Перевел стихи Катулла.

## Книги
- Cortejo a la llovizna (1995—1999), Stratis, 1999
- Три подвала/ Tres bóvedas, Madrid, Visor, 2001 (Международная поэтическая премия Рафаэля Альберти)
- El bacalao: diatribas antinerudianas y otros textos, Barcelona; Santiago de Chile: Ediciones B, Grupo Zeta, 2004
- Agua perra, J. C. Sáez Editor, Santiago, 2007 (газетные хроники)
- Закон Снелла/ La ley de Snell, Tácitas, Santiago, 2010 (Премия критики)
- Поселенцы/ Colonos, Cuneta, Santiago, 2011 (премия Чилийской академии языка, финалист премии Альтасор; фр. пер. 2013)

## Признание
Премии Пабло Неруды на Национальном конкурсе молодого искусства и поэзии Университета Вальпараисо (2001,2002).